# Associazione Calcio Viareggio 1996-1997
Questa pagina raccoglie le informazioni riguardanti l'Associazione Calcio Viareggio nelle competizioni ufficiali della stagione 1996-1997.

## Stagione
Gli addetti ai lavori, ad inizio stagione, puntano su Savona o Sanremese per la conquista del campionato. Comunque il direttore sportivo Giacomo Pezzini ha creato una rosa competitiva per la lotta al vertice, su indicazione del presidente Mario Tofani: il portiere Ciucci, il centrale Bertocchi e l'attaccante Porfido. Poi tanti giovani, alcuni scriveranno la storia del club: Reccolani, maggior numero di presenze, e Bonuccelli, miglior realizzatore di sempre. Da citare Gazzoli, che diventerà direttore generale nell'era Dinelli, dieci anni più tardi. L'allenatore è il riconfermato Buglio.
Il Viareggio ha un passo costante e regolare, farebbe il vuoto, ma la vera sorpresa del campionato è il Castelnuovo Garfagnana. Tallonatore implacabile dei bianconeri fino all'ultima giornata. Bisogna attendere così l'epilogo del 4 maggio 1997 a Fossano: ad entrambe serve un pareggio per opposti motivi.
Oltre mille i tifosi al seguito, che raggiungono la cittadina piemontese con ogni mezzo. Il risultato sarà il classico 0-0, da molti pronosticato alla vigilia. Il Viareggio è promosso in Serie C2. I tifosi bianconeri possono così festeggiare.
Le Zebre ritornano in Serie C2 dopo appena tre anni, dal fallimento del 1994, grazie anche alla vittoria immediata del campionato di Eccellenza, dove l'avversaria più temibile era proprio il Castelnuovo Garfagnana.
Nella Poule Scudetto arriverà in semifinale, eliminato dalla Biellese per il gol in trasferta. Biellese, poi vincitrice dello scudetto dilettanti.

## Rosa
| N. |                   | Ruolo | Calciatore           |
| -- | ----------------- | ----- | -------------------- |
|    | Italia (bandiera) | D     | Maurizio Bertocchi   |
|    | Italia (bandiera) |       | Claudio Bertoneri    |
|    | Italia (bandiera) | A     | Vitaliano Bonuccelli |
|    | Italia (bandiera) | D     | Gianluca Catania     |
|    | Italia (bandiera) | C     | Diego Chiappini      |
|    | Italia (bandiera) | P     | Stefano Ciucci       |
|    | Italia (bandiera) | C     | Vincenzo Coppola     |
|    | Italia (bandiera) | C     | Antonino Cosenza     |
|    | Italia (bandiera) | D     | Paolo Doni           |
|    | Italia (bandiera) | A     | Giorgio Eritreo      |
|    | Italia (bandiera) | C     | Giorgio Florio       |
|    | Italia (bandiera) | D     | Andrea Gazzoli       |
|    | Italia (bandiera) | C     | Davide Lippi         |

| N. |                   | Ruolo | Calciatore           |
| -- | ----------------- | ----- | -------------------- |
|    | Italia (bandiera) | P     | Stefano Manfrin      |
|    | Italia (bandiera) | A     | Nicola Mariniello    |
|    | Italia (bandiera) | C     | Alessandro Menicucci |
|    | Italia (bandiera) | C     | Marco Monni          |
|    | Italia (bandiera) | C     | Marco Pannacci       |
|    | Italia (bandiera) | A     | Tommaso Porfido      |
|    | Italia (bandiera) | A     | Marco Puppi          |
|    | Italia (bandiera) | C     | Alberto Reccolani    |
|    | Italia (bandiera) | C     | Carlo Rubinacci      |
|    | Italia (bandiera) | D     | Marco Sereni         |
|    | Italia (bandiera) | D     | Giammario Specchia   |

## Poule Scudetto
| Arbitro: | Nigro (Torre del Greco) |

|                       |           |                      |
| Cordelli 3’, 24’, 65’ | Marcatori | 89’ (rig.) Bertocchi |

| Arbitro: | Ponzio (Vercelli) |

|                                                     |           |                |
| Reccolani 5’ Bonuccelli 14’ Chiappini 30’ Lippi 79’ | Marcatori | 57’ Malafronte |

| Arbitro: | Gasparoni (Ancona) |

|               |           |                    |
| Chiappini 14’ | Marcatori | 29’ (aut.) Manfrin |

| Biella 14 giugno 1997 Semifinale - ritorno | Biellese           | 0 – 0 | Viareggio | Stadio Lamarmora\| Arbitro: \| Porretta (Palermo) \| |
| Arbitro:                                   | Porretta (Palermo) |       |           |                                                      |